# Église Saint-Vincent de Souliès
Pour les articles homonymes, voir Église Saint-Vincent.
L'église Saint-Vincent de Souliès est une église catholique située à Paulhiac, en France.

## Localisation
L'église Saint-Vincent est située au lieu-dit Souliès, sur le territoire de la commune de Paulhiac, dans le département français de Lot-et-Garonne.

## Historique

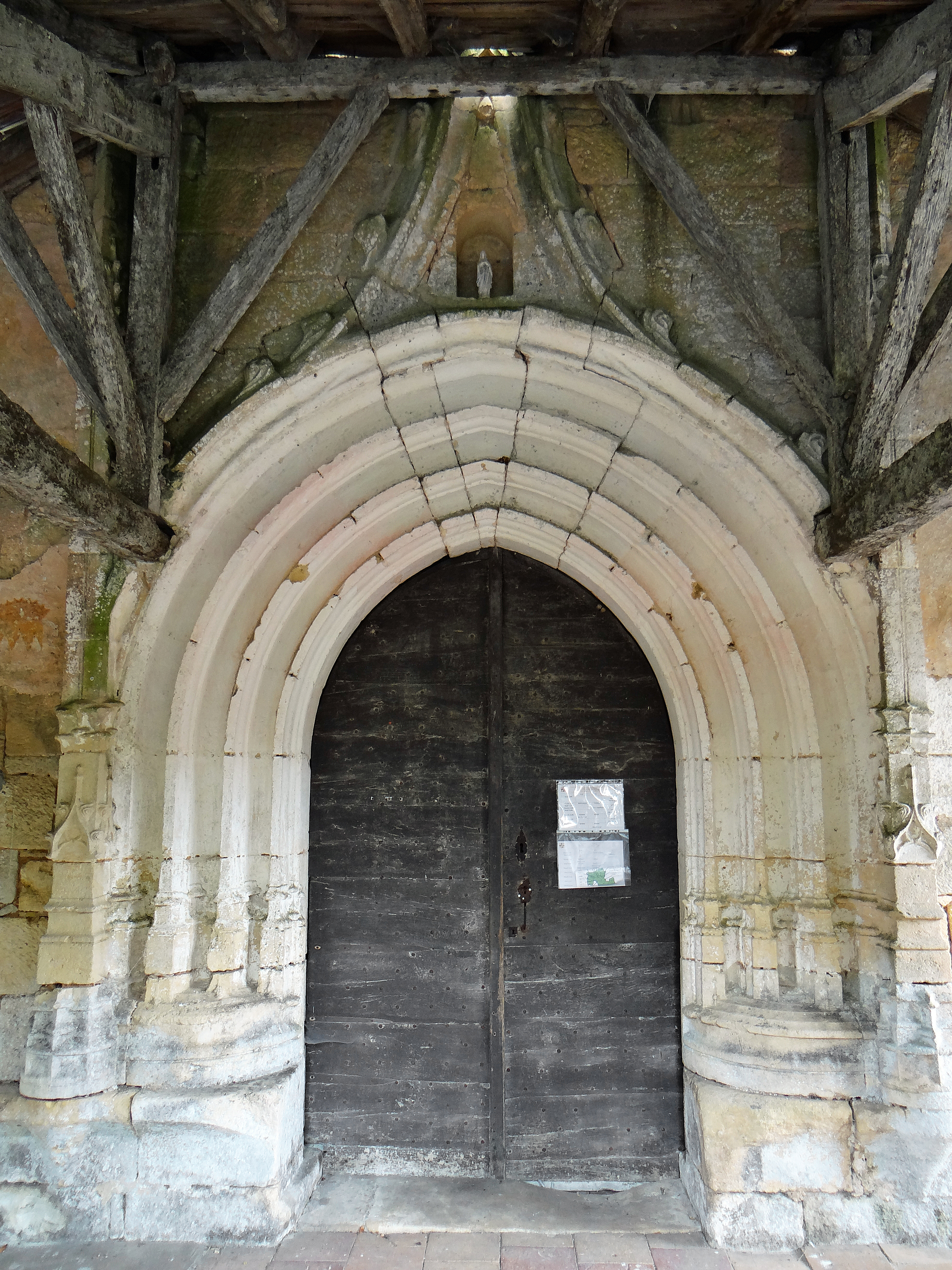
Le portail du XVe siècle

Le clocher et la façade occidentale doivent être du XIIIe siècle. Ils ont conservé leur aspect d'origine.
Le portail est du XVe siècle avec colonnettes moulurées réunies, formant quatre arcs séparés. Au-dessus, une accolade retombant sur deux colonnes droites terminées par des choux frisés formant un encadrement. Un hangar protège l'entrée de l'église.
Des chapelles sont ajoutées au XIXe siècle.
La façade de l'église est inscrite au titre des monuments historiques le 20 juin 1950.